# Patacláun
Patacláun es el nombre de una asociación cultural creada en 1990 por July Naters, que comprende un grupo de actores de comedia que cultivaban el estilo clown y el humor improvisado.
A los pocos años de haberse iniciado como función teatral, Patacláun salió en televisión en los programas Patacláun (1997-1999), Carita de atún (2003-2004), Patacomix (2003), El santo convento (2007-2010) y La santa sazón (2011), así como la serie web del BCP Los planes de Ricky (2016).
Formaron parte de esta asociación Carlos Alcántara, Wendy Ramos, Katia Condos, Johanna San Miguel, Marisol Aguirre, Pelo Madueño, Carlos Carlín, Gonzalo Torres, Renzo Schuller, Monserrat Brugué, Armando Machuca, Guillermo Castañeda, Franco Cabrera, Claudia «Canchita» Centeno, Cathy Sáenz y Pipo Gallo.

## Historia
July Naters creó el proyecto en diciembre de 1990, después de haber observado a actores de teatro tanto en Cuba como en Argentina, desarrollando un entonces nuevo estilo teatral llamado clown, que entonces rompía códigos de estética establecidos hasta entonces.
En 1991 un grupo de actores cómicos que cultivaban el género claun estrenaron en Lima el espectáculo Patacláun en el A.M.O.R.
Debido al éxito del proyecto, durante los siguientes cinco años la compañía lanzó tres nuevas obras, hizo giras por el interior del país, produjo un casete de música, un videoclip y dictó talleres clown tanto en la capital como en el interior del país.
Terminada la experiencia televisiva que catapultó a sus protagonistas a la fama, presentó su quinto montaje teatral Patacláun en... venta en 2000, la obra se presentó durante ocho meses.
En 2001 el grupo se desintegró lo cual dio paso a la formación de la Escuela de claun e improvisación Patacláun dirigida por la creadora y fundadora de la compañía July Naters, que convocó a más de tres mil aspirantes a clown. En ella se organización el campeonato de improvisación.
En 2002, la Escuela Patacláun presentó su primera obra: El Round del Claun se estrenó en el festival de teatro de Manizales (Colombia), luego en Lima se presentó durante tres meses.
En 2003 la segunda temporada de El round del claun se presentó en Lima durante los meses de enero y febrero. También su segundo proyecto televisivo Patacomix con un elenco de alumnos egresados de la "Escuela Claun". El espacio tuvo una corta temporada en el aire debido a problemas legales de Panamericana Televisión que llevaron al canal a suspender toda su programación. Luego Patacláun abrió un nuevo espacio de búsqueda de propuestas e investigación en el formato Varietés: "Patakultural".
La escuela también acoge propuestas de malabares, acrobacia, circo, técnicas psicosomáticas, cuentacuentos, décimas, stand up, danza, baile.
Por otro lado, desde el año 2002 Patacláun organiza Match de improvisación teatral. Desde ese año ha organizado diversos campeonatos en el que condujo Ricardo Morán. En 2004 compitió en la temporada internacional contra Puerto Rico. En el año 2006 dio nacimiento a la Liga Nacional de Match de Improvisación que actualmente es la encargada de la organización del Match de Impro Interescolar de la Universidad Católica del Perú, en el 2008 tuvo su tercera temporada.
En 2006 se estrenó La santa comedia en el Teatro Británico. En la obra tres personajes prófugas adoptaron la identidad de monjas para llevar una nueva vida. Debido al éxito al realizarse giras a nivel nacional, que llegó a representar en el IX Festival Internacional de Teatro Experimental de Quito, el nuevo elenco de July integró a la serie de televisión El santo convento.

## Patacláun en la televisión

### Patacláun
La primera aparición de Patacláun en TV se dio en el año de 1997 con la serie del mismo nombre. Fue tanto el éxito del programa que se comercializó y emitió en otros países como Ecuador y Colombia. En su momento, la serie recibió una excelente acogida del público y, sobre todo, de los periodistas. Los efectos especiales y los abundantes colores de sus escenarios atrajo la atención de grandes y chicos (aunque la serie no estaba hecha para menores de edad). Se puede observar en varias oportunidades modismos y expresiones propias de la jerga peruana, así como referentes a la cultura de este país. Hoy en día la acogida continúa, muchas personas recuerdan a Patacláun como parte de su infancia y expresan su cariño y admiración por los actores incluso muchos años después de terminada la serie. Tuvo dos temporadas y las grabaciones duraron dos años desde el 30 de noviembre de 1997, con emisiones cada domingo a las 7 de la noche por Frecuencia Latina, hasta el 19 de diciembre de 1999 en el que finaliza la serie.

### Patacomix
Fue el corte sitcom emitido en el año 2003 los domingos a las 10:30 de la noche por Panamericana Televisión, Patricia Portocarrero, Katia Palma, Saskia Bernaola, María Laura Vélez, Christian Ysla, Roger del Águila y Renzo Schuller protagonizaron junto con un reparto renovado una comedia de un grupo de amigos que viven en un edificio.

### Saga de Las monjas
Patricia Portocarrero (Sor Rita), Saskia Bernaola (Sor Bete) y Katia Palma (Sor Rento), quienes participaron en el teatro, tuvieron un trío protagónico que fue denominado Las monjas o Las monjitas. Si bien es considerado como humor familiar, Bernaola aclaró que «hay que saber que el humor de Pataclaun, por momentos, es como fuerte». Ellas tendrían apariciones esporádicas en los escenarios después de la emisión de la serie, incluida una temporada circense en el 2008.
Parte de los personajes tuvieron una participación en el teatro con Patapoint,nombre que adoptó un restaurante con espectáculos en vivo ubicado en la  avenida Del Ejército 659 del distrito de Miraflores, inaugurado en octubre del 2010.

#### El santo convento
Fue la primera sitcom emitido de 2007 a 2010 los domingos por América Televisión. Monchi fue la única personaje de la serie original incorporada en el elenco. Contó con la participación de invitados como Renzo Schuller, Christian Ysla, César Ritter y Vanessa Jerí. Durante su difusión, la serie generó críticas de la Asociación Nacional de Anunciantes por su humor subido de tono.
El santo convento se muda a un departamento fue una continuación de la temporada anterior lanzado para Panamericana Televisión. Las tres monjas salen del convento para irse a vivir a un departamento que han comprado. Se llevan una gran sorpresa al ver al Capitán Coyote (Armando Machuca), al "gnomo" (Germán Loero) y a Daddy Ricky (Franco Cabrera) en el mismo lugar. Roger (Roger del Águila) es el dueño del departamento y exnovio de Sor Bete. A ellos se les suman 3 locas vecinas de nombres: Socorro Del Perpetuo Auxilio Jubilé (Patricia Portocarrero), Clara del Vohue (Saskia Bernaola) y Carmen Chorri (Katia Palma). La temporada terminó en diciembre de 2010.

#### La santa sazón
Rossana Fernández-Maldonado, César Ritter y Rodrigo Sánchez Patiño se unen a Saskia Bernaola, Katia Palma, Patricia Portocarrero, Franco Cabrera, Armando Machuca, Germán Loero y Roger del Águila, en una telenovela cláun que se emitió por Panamericana Televisión en el año 2011.

### Los planes de El Ricky
Franco Cabrera se une a Monserrat Brugué en una nueva serie claun no para la televisión, sino para YouTube que fue estrenada el 16 de junio de 2016 a través del canal de YouTube del Banco de Crédito del Perú (BCP). La trama de esta serie web trata sobre Ricky (Franco Cabrera), o Daddy Ricky que vive en su casa con algunas cosas tecnológicas, como si estuviera grabando un video que sería subido a Internet, en el cual vive con muchos planes que se le viene a la mente. Pero Monchi (Moserrat Brugué) le da consejos para que Ricky los piense antes de hacer tales cosas.

## Banda sonora
En el año 1994, se estrena la banda sonora original de Patacláun en formato de casete llamado Patacláun eN... ciNta y en 1999, se estrena la banda sonora en formato de CD llamado Patacláun en... CiDi. El álbum contiene las canciones de Patacláun cuando era su época en el teatro y solo una canción de la serie de televisión Patacláun. Las canciones del teatro fueron parte de las obras de Patacláun y fueron: "Patacláun en... el amor", "Patacláun en... la Ciudad" y "Patacláun en... rollado".

## Reencuentros
El elenco original de Patacláun se reencontró para la película Asu Mare, estrenado en 2013, y su sucesora.
En 2015, se cumplieron los 25 años de Patacláun, la cual fue celebrada en 2016, revisando toda su trayectoria desde el teatro hasta la televisión, una serie de actividades de July Naters y un documental de Patacláun, celebrándolo con todos los actores: Carlos Alcántara, Monserrat Brugué, Katia Condos, Carlos Carlín, Johanna San Miguel, Gonzalo Torres, Marisol Aguirre, Christian Ysla, Pipo Gallo, Pelo Madueño, Saskia Bernaola, Patricia Portocarrero, Katia Palma, Armando Machuca, Renzo Schuller, excepto Wendy Ramos porque tuvo que acabar con su show unipersonal Cuerda en provincias.